# 桑朗度
桑朗度（西班牙語：Jesus Zarandona, S.J，1912年12月24日—2008年5月25日），西班牙耶穌會神父，長年在臺灣新竹縣新埔鎮傳教，創立內思高工。

## 生平
1912年12月24日，桑朗度出生在西班牙海軍家庭，十八歲進入耶穌會，1938年奉耶穌會派遣，到中國遊學傳教，並於安徽蕪湖創設學校，1953年至新竹教區。

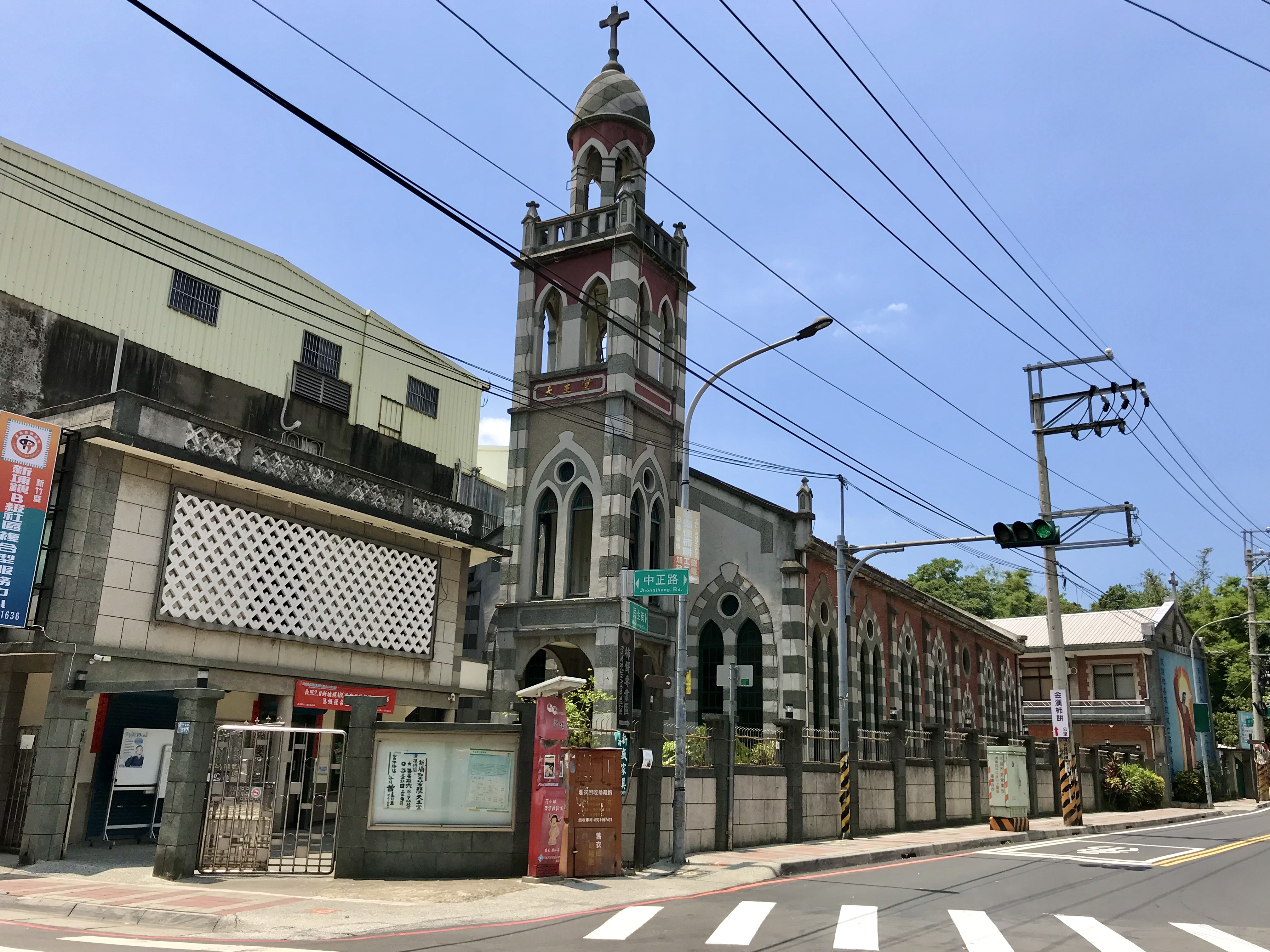
新埔若瑟天主堂

1955年，桑朗度建立新埔若瑟天主堂。為在新埔傳教，他除成立免費的英語補習班外，也受邀到新埔國中教了兩年英文。其特別助理、新埔天主堂福傳員朱菊英回憶，桑神父早年有許多學生，也帶動不少外籍老師來教英語。
桑朗度又募款建立學校，由新埔茶工廠（今新埔天主堂舊址）開始，數年後獲准設立內思高工，擔任第一任、第四任院長。之後他到竹東、竹北、新埔等天主堂擔任本堂神父，並在竹東成立世光青年中心，為外縣市及偏遠的原住民學子提供住處。
2004年9月23日，金車教育基金會頒發第二屆史懷哲教師獎給桑朗度、丁松青、彭蒙惠、海柏、韓意如五位外籍人士。2007年7月10日，內政部在臺大醫院國際會議中心舉辦十年一度的績優外籍宗教人士表揚大會，出席的五十七名受獎人中，年紀最大就是桑朗度。
2008年5月25日，桑朗度在台北過世，次月2日在他一手創辦的內思高工舉行追思彌撒。